# Sơn trung vấn đáp
Sơn trung vấn đáp (Hỏi đáp trong núi) của Lý Bạch viết theo thể tuyệt cú lối cổ, vượt ra khỏi niêm luật, mang khẩu khí của một trích tiên đạt đạo. Bài thơ này của Thi Tiên thường được so sánh, liên tưởng với Tống biệt của Thi Ma Cật Vương Duy.

## Bình
Tự cổ chí kim, một cõi trời đất khác trong chốn nhân gian luôn luôn là niềm ao ước của con người- đặc biệt trong thơ Đường, khi mà nhà thơ thường mộng giấc mộng đăng cao cùng lữ thứ. Lánh chốn thị phi, vào ẩn trong núi biếc thường được xem như một chi tiết trở về, thung dung, thanh nhàn. Sơn trung vấn đáp tuy có hỏi, có trả lời nhưng xem ra đấy chỉ là một cái cớ để thi nhân bày tỏ.
Tiếu nhi bất đáp vì khác với Vương Duy bởi quân ngôn bất đắc ý mà về nằm núi Chung Nam, trích tiên chỉ cười mà không đáp để thêm một vô ngôn trong Đường thi.
Vì biết còn nói thế nào cho hết chỗ khoáng đạt ở trong lòng! Cũng như trời đất bạt ngàn kia, hoa đào cứ theo nước mà trôi, theo mùa mà nở, theo gió lại tàn; thân (ta) tuy là sống nơi chốn thâm sơn cùng cốc nhưng có chỗ nào không là chốn đất trời, không là chỗ tâm tự do mà bước tới.
Sống được một chốn phi nhân gian mà vẫn trong trời đất này thì cười mà chẳng đáp cũng đã thành trường khiếu nhất thanh hàn thái hư rồi, cần gì dụng tâm mà phân biệt đâu là Phật, đâu là Tiên nữa!